# Ed Litzenberger
Ed Litzenberger, né le 15 juillet 1932 à Neudorf dans la province de la Saskatchewan au Canada et mort le 1er novembre 2010, est un joueur professionnel canadien de hockey sur glace qui évoluait au poste d'ailier droit ou de centre.

## Biographie
Litzenberger joue ses années junior dans l'équipe des Pats de Regina avec lesquels il dispute deux finales de la coupe Memorial, toutes deux perdues, en 1950 et 1952. Il signe ensuite un contrat avec les Canadiens de Montréal ; il dispute cinq matchs en deux saisons dans la Ligue nationale de hockey mais passe l'essentiel de ces deux années avec les Royaux de Montréal dans la Ligue de hockey senior du Québec avant d'être vendu aux Black Hawks de Chicago en 1954. Il remporte le trophée Calder de la meilleure recrue de la saison en 1955 et passe six saisons complètes avec les Black Hawks dont il devient le capitaine en 1958. C'est à ce titre qu'il remporte la Coupe Stanley en 1961. Il est ensuite échangé aux Red Wings de Détroit contre Gerry Melnyk et Brian Smith puis est réclamé par les Maple Leafs de Toronto en décembre 1961. Avec les Maple Leafs, il remporte trois nouvelles coupes Stanley en 1962, 1963 et 1964. Il termine sa carrière en 1966 après avoir remporté deux coupes Calder avec les Americans de Rochester dans la Ligue américaine de hockey en 1965 et 1966.

## Statistiques
| Saison     | Équipe                  | Ligue          |     | Saison régulière | Saison régulière | Saison régulière | Saison régulière | Saison régulière |    | Séries éliminatoires | Séries éliminatoires | Séries éliminatoires | Séries éliminatoires | Séries éliminatoires |
| Saison     | Équipe                  | Ligue          | PJ  | B                | A                | Pts              | Pun              | PJ               | B  | A                    | Pts                  | Pun                  |                      |                      |
| 1949-1950  | Pats de Regina          | WCJHL          | 40  | 25               | 19               | 44               | 16               | 9                | 11 | 4                    | 15                   | 4                    |                      |                      |
| 1950       | Pats de Regina          | Coupe Memorial |     |                  |                  |                  |                  | 14               | 12 | 10                   | 22                   | 2                    |                      |                      |
| 1950-1951  | Pats de Regina          | WCJHL          | 40  | 44               | 35               | 79               | 23               | 12               | 14 | 16                   | 30                   | 6                    |                      |                      |
| 1951       | Pats de Regina          | Coupe Memorial |     |                  |                  |                  |                  | 17               | 12 | 10                   | 22                   | 14                   |                      |                      |
| 1951-1952  | Pats de Regina          | WCJHL          | 41  | 42               | 29               | 71               | 75               | 8                | 8  | 5                    | 13                   | 8                    |                      |                      |
| 1952       | Pats de Regina          | Coupe Memorial |     |                  |                  |                  |                  | 14               | 14 | 12                   | 26                   | 12                   |                      |                      |
| 1952-1953  | Canadiens de Montréal   | LNH            | 2   | 1                | 0                | 1                | 2                |                  |    |                      |                      |                      |                      |                      |
| 1952-1953  | Royaux de Montréal      | LHSQ           | 59  | 26               | 24               | 50               | 42               | 16               | 8  | 4                    | 12                   | 15                   |                      |                      |
| 1953-1954  | Canadiens de Montréal   | LNH            | 3   | 0                | 0                | 0                | 0                |                  |    |                      |                      |                      |                      |                      |
| 1953-1954  | Royaux de Montréal      | LHQ            | 67  | 31               | 39               | 70               | 44               | 11               | 4  | 5                    | 9                    | 6                    |                      |                      |
| 1954-1955  | Canadiens de Montréal   | LNH            | 29  | 7                | 4                | 11               | 12               |                  |    |                      |                      |                      |                      |                      |
| 1954-1955  | Black Hawks de Chicago  | LNH            | 44  | 16               | 24               | 40               | 28               |                  |    |                      |                      |                      |                      |                      |
| 1955-1956  | Black Hawks de Chicago  | LNH            | 70  | 10               | 29               | 39               | 36               |                  |    |                      |                      |                      |                      |                      |
| 1956-1957  | Black Hawks de Chicago  | LNH            | 70  | 32               | 32               | 64               | 48               |                  |    |                      |                      |                      |                      |                      |
| 1957-1958  | Black Hawks de Chicago  | LNH            | 70  | 32               | 30               | 62               | 63               |                  |    |                      |                      |                      |                      |                      |
| 1958-1959  | Black Hawks de Chicago  | LNH            | 70  | 33               | 44               | 77               | 37               | 6                | 3  | 5                    | 8                    | 8                    |                      |                      |
| 1959-1960  | Black Hawks de Chicago  | LNH            | 52  | 12               | 18               | 30               | 15               | 4                | 0  | 1                    | 1                    | 4                    |                      |                      |
| 1960-1961  | Black Hawks de Chicago  | LNH            | 62  | 10               | 22               | 32               | 14               | 10               | 1  | 3                    | 4                    | 2                    |                      |                      |
| 1961-1962  | Red Wings de Détroit    | LNH            | 32  | 8                | 12               | 20               | 4                |                  |    |                      |                      |                      |                      |                      |
| 1961-1962  | Maple Leafs de Toronto  | LNH            | 37  | 10               | 10               | 20               | 14               | 10               | 0  | 2                    | 2                    | 4                    |                      |                      |
| 1962-1963  | Maple Leafs de Toronto  | LNH            | 58  | 5                | 13               | 18               | 10               | 9                | 1  | 2                    | 3                    | 6                    |                      |                      |
| 1963-1964  | Maple Leafs de Toronto  | LNH            | 19  | 2                | 0                | 2                | 0                | 1                | 0  | 0                    | 0                    | 10                   |                      |                      |
| 1963-1964  | Americans de Rochester  | LAH            | 33  | 15               | 14               | 29               | 26               | 2                | 1  | 1                    | 2                    | 2                    |                      |                      |
| 1964-1965  | Americans de Rochester  | LAH            | 72  | 25               | 61               | 86               | 34               | 10               | 1  | 3                    | 4                    | 6                    |                      |                      |
| 1965-1966  | Maple Leafs de Victoria | WHL            | 23  | 7                | 17               | 24               | 26               |                  |    |                      |                      |                      |                      |                      |
| 1965-1966  | Americans de Rochester  | LAH            | 47  | 7                | 15               | 22               | 10               | 12               | 1  | 5                    | 6                    | 8                    |                      |                      |
| Totaux LNH | Totaux LNH              | Totaux LNH     | 618 | 178              | 238              | 416              | 283              | 40               | 5  | 13                   | 18                   | 34                   |                      |                      |